# Att skriva
Att skriva (franska originalets titel: Écrire) är en bok av den franska författaren Marguerite Duras, utgiven 1993. Att skriva är Duras näst sista bok och följdes av Det är allt (C'est tout). Duras skriver bland annat om behovet av att formulera tankar och känslor i skrift och hur man då ska gå till väga.
Boken består av fem essäer: Att skriva, Den unge engelske pilotens död, Roma, Det rena antalet och Måleriutställningen. Den unge engelske pilotens död (La mort du jeune aviateur anglais) handlar om en tjugoårig engelsk pilot som under andra världskrigets slutskede sköts ner över Frankrike och begravdes på kyrkogården i den lilla byn Vauville. Texten på hans gravsten vittnar om hur avhållen han var. Duras äldre bror Paul (född 1911) stupade i det av Japan ockuperade Vietnam i december 1942 och begravdes i en massgrav. Duras älskade Paul djupt och han vilar i en anonym grav på andra sidan världen. I Duras sinne sammanfogas den engelske piloten och brodern Paul.